# 電子辞書
電子辞書（でんしじしょ）とは、CD-ROMやフラッシュメモリなどの記憶媒体やネットワーク上に保存されている辞書・事典の内容を記録したデータを、コンピュータや携帯端末によって読み出し、検索・表示・再生する電子機器またはソフトウェアの総称。

## 概要

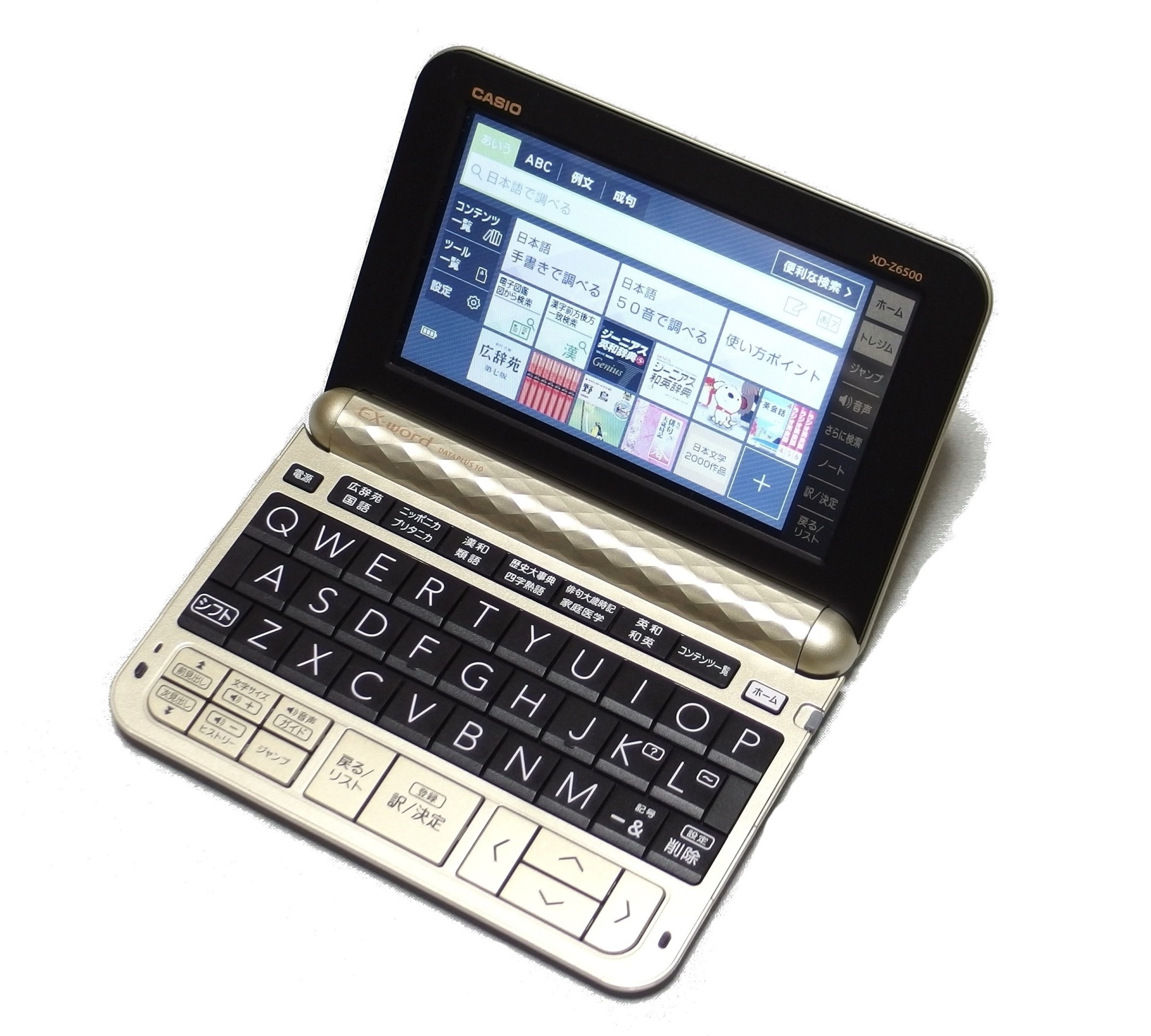
カシオ製の電子辞書 (XD-Z6500)

電子辞書という語が指し示す範囲は広範にわたる。具体的には、専用の液晶画面とキーボードを搭載した携帯型の電子辞書専用機（IC電子辞書）、インターネット上の辞書検索サイトに代表されるオンライン辞書、パソコンやスマートフォン・タブレットなどの汎用OSを搭載したコンピュータにインストールして利用する辞書アプリ、パソコンなどの光ディスクドライブで読み込んで利用するCD-ROM辞書（DVD-ROM辞書）、電子書籍端末に付属する辞書機能などがある。さらに、かな漢字変換システムに組み込まれた語義表示機能などもこれに含められ得る。日本で一般に「電子辞書」といえば、最初に挙げた携帯型の電子辞書専用機（狭義の電子辞書）を指す。一方、欧米では「電子辞書」といえば、CD-ROMやDVD-ROMの辞書を指すことが一般的であるとされる。

## 特徴
紙媒体では表現することが不可能だった音声や動画などのデータも収録・再生できる、辞書・事典のマルチメディア化が電子辞書の一つの特色といえる。
紙の辞書と比較した場合の電子辞書の長所としては、
- 書籍にして数百冊分の大量の情報を小さな記憶媒体に集約できるため、収納・保存に場所を取らず、持ち運びも容易である[5]。また、オンライン辞書の場合、辞書データはネットワーク上に保持されるため、辞書データを収めるための記憶容量は無限に近い[6]。
- 項目数の多い辞書でも、分厚い紙の辞書に比べて、高速な検索ができる[6][7]。
- 前方一致検索・後方一致検索・部分一致検索・完全一致検索・全文検索など、多様な検索方法が用意されている場合がある[6][8]。特に、共通規格で記録された辞書ファイルに対しては、一括で検索をかけることができる（これは俗に「串刺し検索」と呼ばれる）[9]。
- 関連項目などの別項目へも、ハイパーリンクの要領で、項目間、さらには辞書間を簡単に移動できる（いわゆる「ジャンプ機能」）[6]。

などがある。
反対に短所としては、
- どのような機器で閲覧するにしても、本質的に画面の大きさの制約からは逃れられないため、紙媒体の辞書と比べて、一度に視野に入れられる文字量が圧倒的に少なく、スクロールすると前の情報が画面の外に隠れてしまう[10]（広辞苑第五版の書籍版、CD-ROM版、電子辞書版の3つを比較したところ、紙媒体の表示面積は、CD-ROM版の約9.3倍、電子辞書版の約36倍だったとする2007年の調査結果がある[11]）。
- 前記の制約があるため、基本的に複数の辞書の情報を並べて見比べることには向いていない[8]。
- パソコンなど使用環境によっては、文字コードの差異から、外字などが適切に処理されない場合がある[12]。
- 紙媒体の辞書では慣習的に概ね巻頭に記される、凡例の掲載場所とそれを開く操作方法に決まりがない[13]など、辞書の形式が多様な分、電子辞書としての典型が一定しない。

などがある。

## 規格・形式
市販されている電子辞書・百科事典ソフトウェアは数多あるが、電子化された辞書データのファイル形式やディレクトリ構造など、そのフォーマット（形式や規格）については、複数のメーカーが共同で策定した共通規格 (EBやEPWINGなど) のほか、メーカーごとの独自規格で作成されたソフトウェア製品も相当数存在する。
主な電子辞書ソフトウェアのファイルフォーマットには、
- 電子ブック (EB/EBXA/S-EBXA)
- EPWING (JIS X 4081)
- ONESWING（EPWINGの後継規格）
- BAS
- StarDict（英語版）
- LeXML（辞書・事典用に特化したXML）[15]

などがある。電子ブックを除けば、多くがMicrosoft Windowsなどのパソコン向けの規格である。また、規格が策定されていても、その仕様が非公開となる場合も少なくない。これは、著作権保護の観点のほかに、ベンダーロックインを狙ったものであるとも考えられる。

## CD-ROM辞書
開発時の歴史的背景としては、まず1980年にソニーとフィリップスが共同で策定した規格、CD-DA（音楽CD）用に開発された記憶媒体であるコンパクトディスク (CD) を、コンピュータの外部記憶媒体として利用するCD-ROMの仕様（イエローブック）が1983年に提案されたことがあった。CD-ROMは、一枚当たりの容量が約600MBという、当時としては非常に大きな記憶容量を持ち、音楽CDと同じ生産ラインが使えるために安価に量産が可能であるという2つの利点があった。さらに、致命的な欠点とされていた「書き換え不可能」という特性を逆に利用して、データ集や出版物、それも大きな記憶容量を十分に生かせる、辞書や百科事典の記憶媒体として期待されていた。
そして、1985年に日本で最初のCD-ROM辞書『最新科学技術用語辞典』が三修社から発売された。その翌年の1986年に、当時の富士通のワープロ専用機OASYS向けの『広辞苑第三版CD-ROM版』の試作が発表され、翌々年の1987年に発売された。この『広辞苑第三版CD-ROM版』は、富士通・ソニー・岩波書店・大日本印刷により共同開発され、WING規約と呼ばれたその辞書形式は他社にも無料で提供された。その結果、1988年の三省堂『模範六法昭和62年版CD-ROM版』と自由国民社『現代用語の基礎知識CD-ROM版』の発売に続いて、多くの辞書がこの形式で制作され、発売された。
その後、WING規約はEPWINGと名称を変え、出版社、印刷会社、ソフトウェアメーカー、ハードウェアメーカーが集まって1991年に設立された団体「EPWINGコンソーシアム」による普及活動もあって、EPWINGは日本のパソコンで動作する電子辞書形式のデファクトスタンダードとなり、1997年には「日本語電子出版検索データ構造」 (JIS X 4081) という名称でJIS規格化された。しかしEPWING形式の電子辞書は2012年10月30日をもって販売を終了し、以降は後継規格であるONESWINGに移行している。
WING規約から派生したもう一つの電子辞書フォーマットに、ソニー独自の電子ブック (EB)がある。富士通主導でEPWINGコンソーシアムが設立されたのと同じ年に、ソニーが中心となって、同様の団体である「電子ブックコミッティー」が組織され、電子ブックの普及活動が展開された。電子ブックは通常のCD-ROMとは違い、8cm CD-ROMをキャディーと呼ばれるケースに入れて、専用のハードウェア「電子ブックプレーヤー」で利用する形態をとる。最初の電子ブックプレーヤーは1990年にソニーから発売された「DATA Discman DD-1」で、後に三洋電機、松下電器産業からもプレーヤーが発売された。当初は、キャディーを取り外した状態のCD-ROMを直接パソコンなどで利用することは禁止されていたが、1994年に解禁され、フリーウェアの辞書検索ソフト（電子ブックビューアー）の登場も手伝って、パソコン用の電子辞書としても普及した。電子ブックプレーヤーの販売は2000年に終了した。
以上述べたように、日本のCD-ROM辞書の標準形式はEPWINGと電子ブックであったが、そのどちらでもない独自規格のCD-ROM辞書も各社から開発・販売された。中でも代表的なのは、平凡社の『世界大百科事典』（1992年）、マイクロソフト社の『Microsoft Bookshelf』（1997年）、小学館の『スーパー・ニッポニカ』（1998年）である。
また、音声や画像を含む電子百科事典などでは、データ量の増大に伴い、より記憶容量の大きなDVD-ROMやUSBメモリを記録・頒布媒体とするものも登場した。2010年現在では、これら外部記憶媒体から直接データを読み出すのではなく、機器に内蔵された記憶装置にインストールして使うことが主流であるため、実際の利用形態の点では、後述する辞書アプリとの区別は曖昧になりつつある。

## 電子辞書専用機（IC電子辞書）
CD-ROM辞書の発売に前後して、電子辞書の記憶媒体はCD-ROMからICメモリに移行していき、記憶媒体と検索・表示装置が一体となったIC電子辞書が登場する。

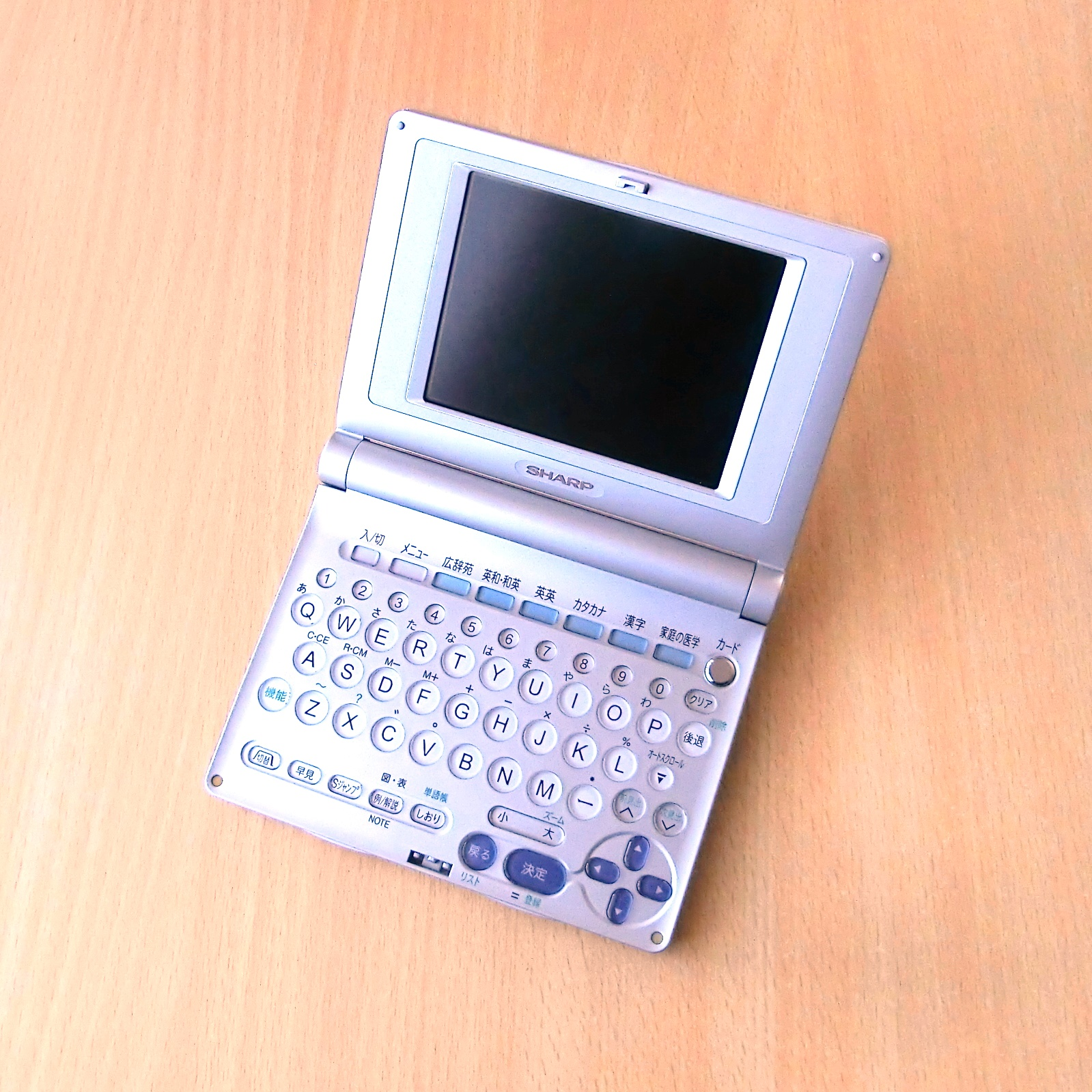
シャープ製の電子辞書 (PW-C6000)
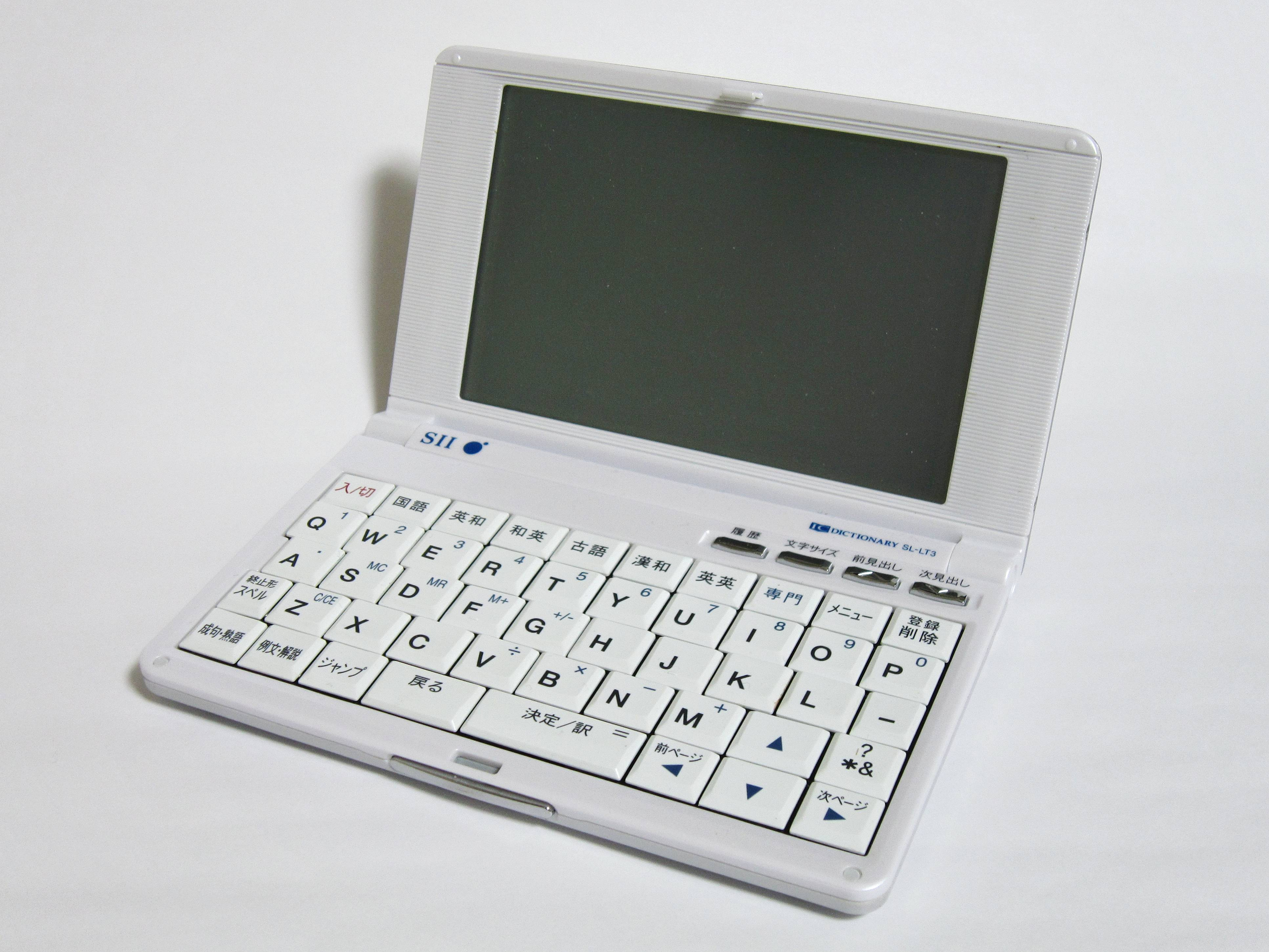
セイコーインスツル製の電子辞書 (SL-LT3)
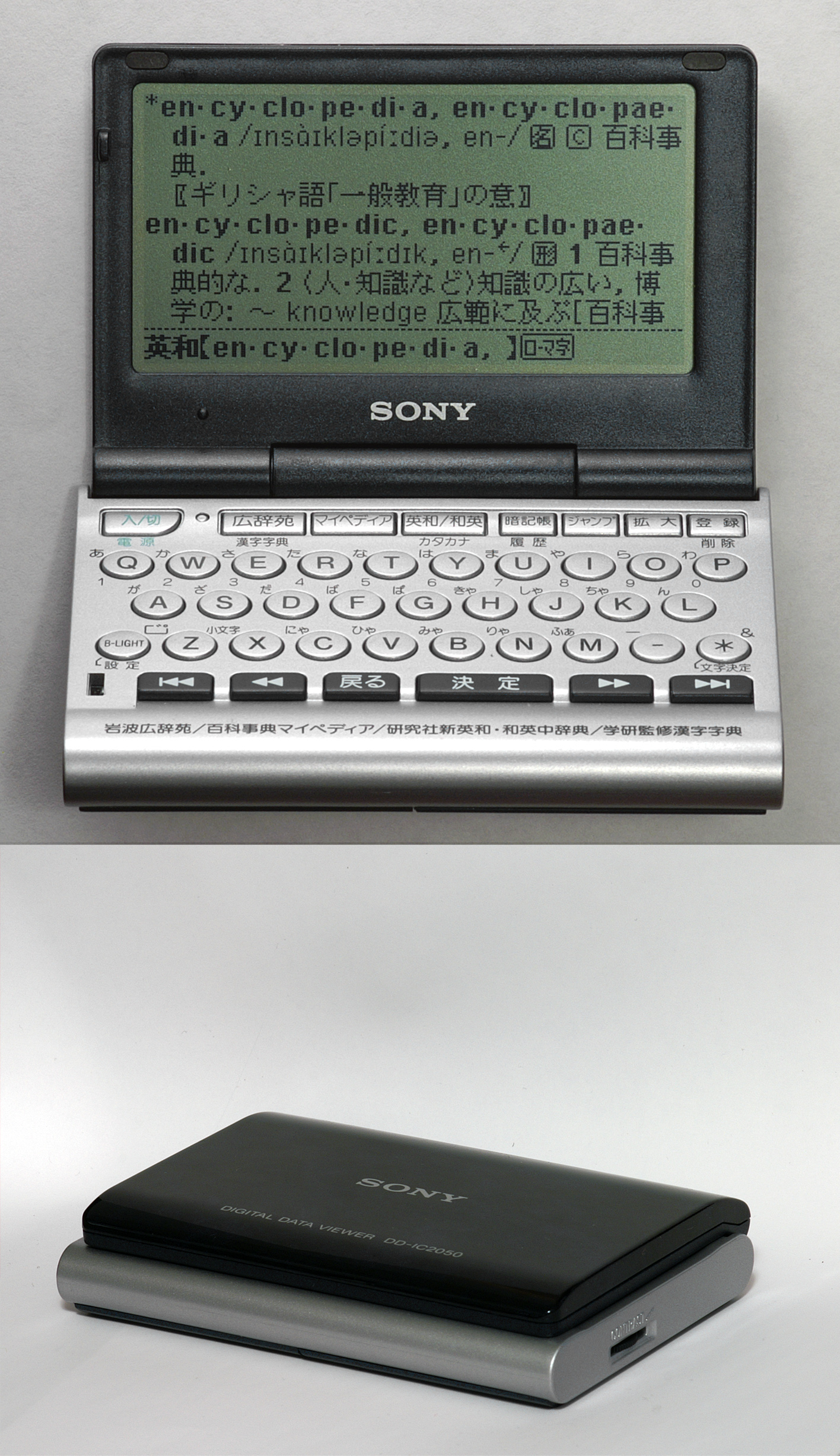
ソニー製の電子辞書 (DD-IC2050)

### 沿革
世代分けについては一般社団法人ビジネス機械・情報システム産業協会、モバイルシステム部会の「電子辞書の歴史について」に準拠した。

#### 第一世代（1979年 - 1985年）:電卓型の電子単語帳
米国では1978年11月にレキシコン社（後のニクスドルフ・コンピューター社）「LK-3000」、同年12月にクレイグ社「M100」が発売された。いずれも表示部は16セグメントLEDで、オプションの言語モジュールで日本語にも対応したが表示はローマ字表記である。
日本国内市場では、シャープが1979年11月に発売したポケット電訳機 (IQ-3000) が最初で、当時としてはかなり高価な39,800円だった。これは孫正義が学生時代に発明した自動翻訳機が元になっているともいわれる。IQ-3000は、英和約2800語、和英約5000語を収録していたが、技術的には電卓技術を応用したもので、その16桁×1行のモノクロ液晶画面に表示できたのはアルファベットとカタカナのみだった。内容も辞書というより単語集のようなものであり、単語帳機能付き電卓とでも呼ぶべき製品だった。当時はICメモリと液晶ディスプレイの製造コストが高かったために、安価な小容量の搭載メモリと小型の液晶画面が採用されたことで、辞書の収録語数は頭打ちになり、液晶画面の表示能力にも限界があった。
1980年代に入ると、1980年4月にキヤノンが電子英単語「LA-1000」（英和1320語と日本語訳2180語を収録）を発売。1981年10月にはカシオ計算機も電子英和辞典「TR-2000」（英単語・熟語を約2000語収録）を発売し、市場に参入した。しかし、一冊の辞書を完全収録するには、ICメモリの大容量化と低価格化を待たなければならなかった。

#### 第二世代（1986年 - 1989年）:収録語数の増加と画面表示の改良
1980年代後半には、1987年3月に三洋電機が日本語を漢字仮名まじりで表示できるIC辞書「電字林 PD-1」（英和約3万5000語を収録）を発売、同年7月にはセイコー電子工業がカード英和「DF-310」（英和約6000語と訳語約1万2000語を収録）を発売して、電子辞書市場に参入した。この頃には、収録語数だけは紙の辞書と同程度（数万語単位）にまで追いついたが、依然として単語帳の域を出ないままだった。

#### 第三世代（1990年 - 1995年）:フルコンテンツ辞書の登場
CD-ROM辞書の開発から派生した携帯型の電子辞書として、ソニーから電子ブックプレーヤーの「DATA Discman DD-1」が1990年7月に発売された（詳細はCD-ROM辞書参照）。そして、日本で最初の本格的なIC電子辞書は、研究社とセイコー電子工業が1992年1月に発売したIC辞書「TR-700」で、研究社の『新英和・和英中辞典』の二冊の文字情報をすべて収録し、フルコンテンツ辞書と呼ばれた。これ以降、電子辞書の主流はIC電子辞書へと移り、そのIC辞書も主に使い勝手や形状の差から、フルコンテンツ型の本格派電子辞書と、スタンダード型と呼ばれる安価な簡易型電子辞書に二極化していく。

#### 第四世代（1996年 - 1999年）:フルコンテンツ型の市場拡大
ICメモリと液晶ディスプレイの低価格化が進み、大型の液晶画面と複数の辞書を収録したフルコンテンツ型の電子辞書が登場し、日本国内のIC電子辞書市場が大きく成長し始めた。また、ソニーのDD-ICシリーズのような、名刺ケース並みの大きさのフルコンテンツ辞書も登場した。電子辞書の需要が増し、買い求める客層も拡大したが、この頃の電子辞書市場で主流を占めていたのは安価なスタンダード型だった。

#### 第五世代（2000年 - 2002年）:収録辞書の拡充と品揃えの多様化
半導体価格の下落が加速したことと、電子化済みの辞書データが出版社から提供されることも増えたことから、一台に多くの辞書データを収録することが可能となり、何冊もの辞書を収録した製品が登場した。以後、各社は競って収録辞書数を増やしていくようになる。また、高校生から高齢者、女性まで電子辞書の利用者層が多様化していくのに応じて、それぞれの購買層に合わせた製品開発が行われるようになった。これによって、様々なフルコンテンツ型の電子辞書が発売されるようになり、電子辞書市場はますます拡大した。それとともに、市場の主流もスタンダード型からフルコンテンツ型へと移行していった。

#### 第六世代（2003年 - 2006年）:辞書の多機能化
他社製品と差別化を図るため、各社とも特色ある機能を持たせた製品が開発されるようになる。具体的には、音声発音機能、拡張メモリーカードによるコンテンツの追加機能、カラー液晶の搭載（業界初は2002年発売のシャープ「PW-C5000」）、手書き入力システムの採用などである。収録されるコンテンツも、専門辞書、大型辞書、各国語辞書、百科事典などの辞書・事典にとどまらず、学習書や趣味・実用書なども盛んに収録された。また、日本国内だけでなく、海外市場を見据えた製品開発もみられるようになった一方で、スタンダード型の市場は衰退していった。

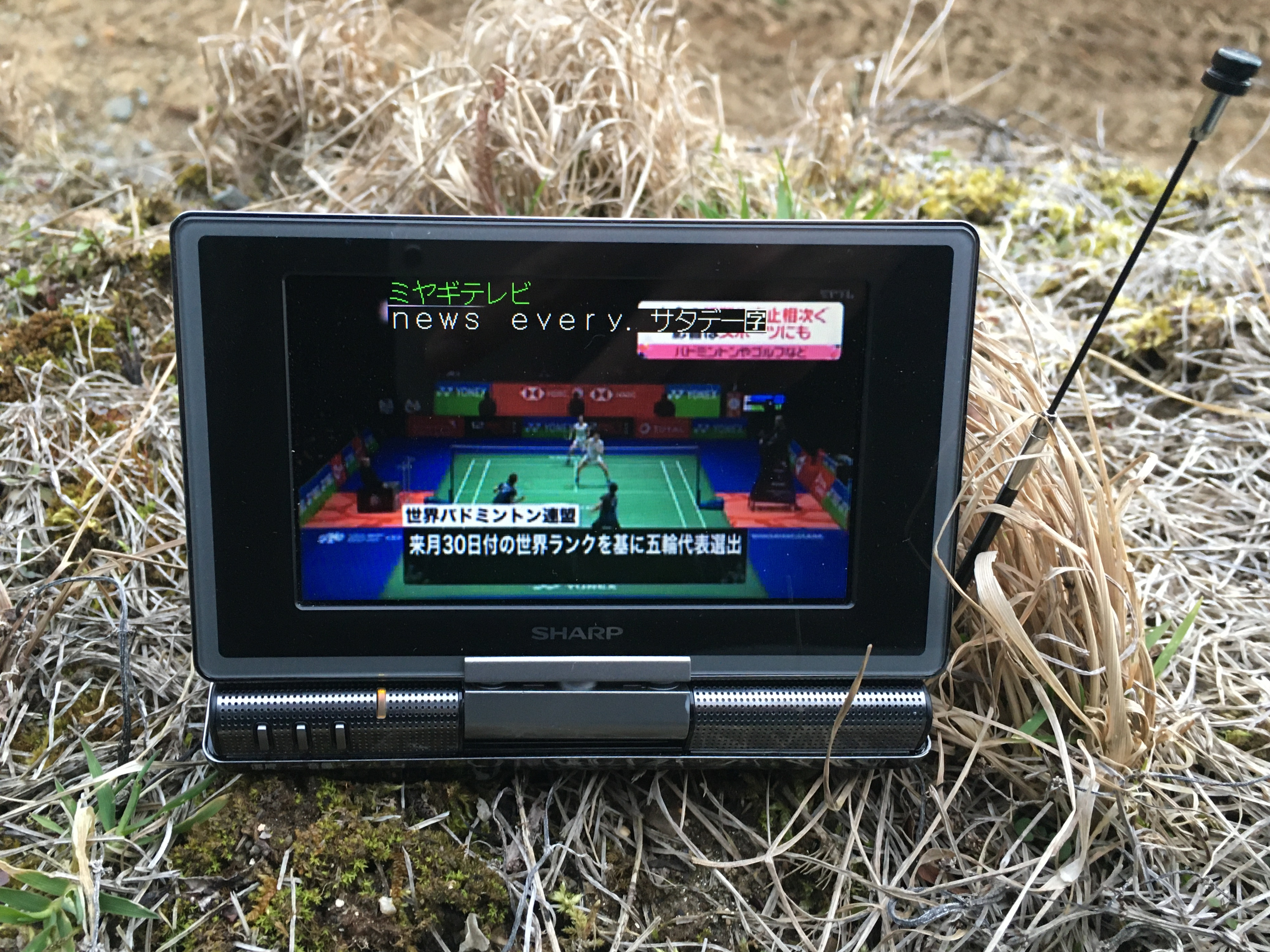
ワンセグの視聴が可能な電子辞書 (PW-TC920)

#### 第七世代（2006年 - ）:単なる辞書を超えた電子辞書
2006年頃から2010年頃にかけてはモノクロ液晶からカラー液晶に移る過渡期だったと考えられる。そのほか、液晶ディスプレイの高精細化、手書き入力パッドやタッチパネル液晶の導入、多言語発音機能とテキスト読み上げ (TTS) 機能の搭載、動画コンテンツの収録、英語学習支援機能の搭載、ワンセグ機能の搭載など、多彩な特色を持つ製品が次々に開発された。
しかしながら、スマートフォンの登場と辞書アプリの普及、およびインターネットの無料辞書サイトの台頭などにより、2008年以降は販売台数が右肩下がりとなった。一方で、そのような苦境にあっても、高校生・大学生向けの学習用電子辞書の需要は健在である。

### 現状
現状では、専用の小型筐体にQWERTY配列の物理キーボードと液晶ディスプレイを搭載し、本体に内蔵されたROMに辞書データを収録した、携帯型のIC電子辞書（電子辞書専用機）が主流である。
2017年現在は、辞書コンテンツを200冊収録した製品もあり、文字情報だけでなく、音声、写真、図表などのデータを収録したものも一般的になっている。画面は、廉価版モデルや発売年が古いものではモノクロ液晶のものも見られるが、バックライト付きのカラー液晶を搭載したモデルが主流であり、タッチパネル上にタッチペンで手書き入力が可能な機種も少なくない。イヤホンやスピーカーから、あらかじめ収録された外国語のネイティブ音声が聞けるものや、音声合成によるテキスト読み上げ機能 (TTS) を搭載した機種もある。専用のメモリーカードスロットやRAMを搭載した機種は、別売りの追加データカードなどを使用して、辞書コンテンツの入れ替えや追加が可能である。電源方式には、乾電池式、充電池式、USB給電式などがある。

### 代表的なメーカー

#### 日本国内
| 現存               | 現存 |
| ------------------ | --- |
| カシオ計算機       | - EX-wordブランドは1996年7月発売の「XD-500」から - 2025年2月14日、新規開発は中止し生産・営業体制の縮小を発表 |
| シャープ           | - Papyrusブランドは2005年8月発売の「PW-A8400」から - Brainブランドは2008年8月発売の「PW-AC880/AC830」から    |
| キヤノン           | - wordtankブランドは1988年発売の「ID-7000」から                                                              |
| 過去               | |
| セイコーインスツル | - DAYFILERブランドは2013年1月発売の「DF-X8000/X9000」から                                                    |
| ソニー             | - IC電子辞書                                                                                                 |
| 三洋電機           | - 「電字林」ブランド                                                                                         |
| シチズン           | - 「MOBIDICT」ブランド                                                                                       |

ソニーは市場シェアの低迷や競争力の低下に伴い、2006年に電子辞書事業から撤退した。セイコーインスツル (SII) も、2015年3月末に電子辞書事業から一旦撤退したが、2016年4月にiOS向けの辞書アプリ市場 (App Store) に参入したことを発表した。また、2017年現在、キヤノンは電子辞書の販売を続けているが、2013年以降は新製品の発表がない。

2025年における日本の有力家電量販店の販売実績を基に算定されたメーカー別数量シェアは以下の通り。日本における電子辞書市場は寡占市場の一つである。

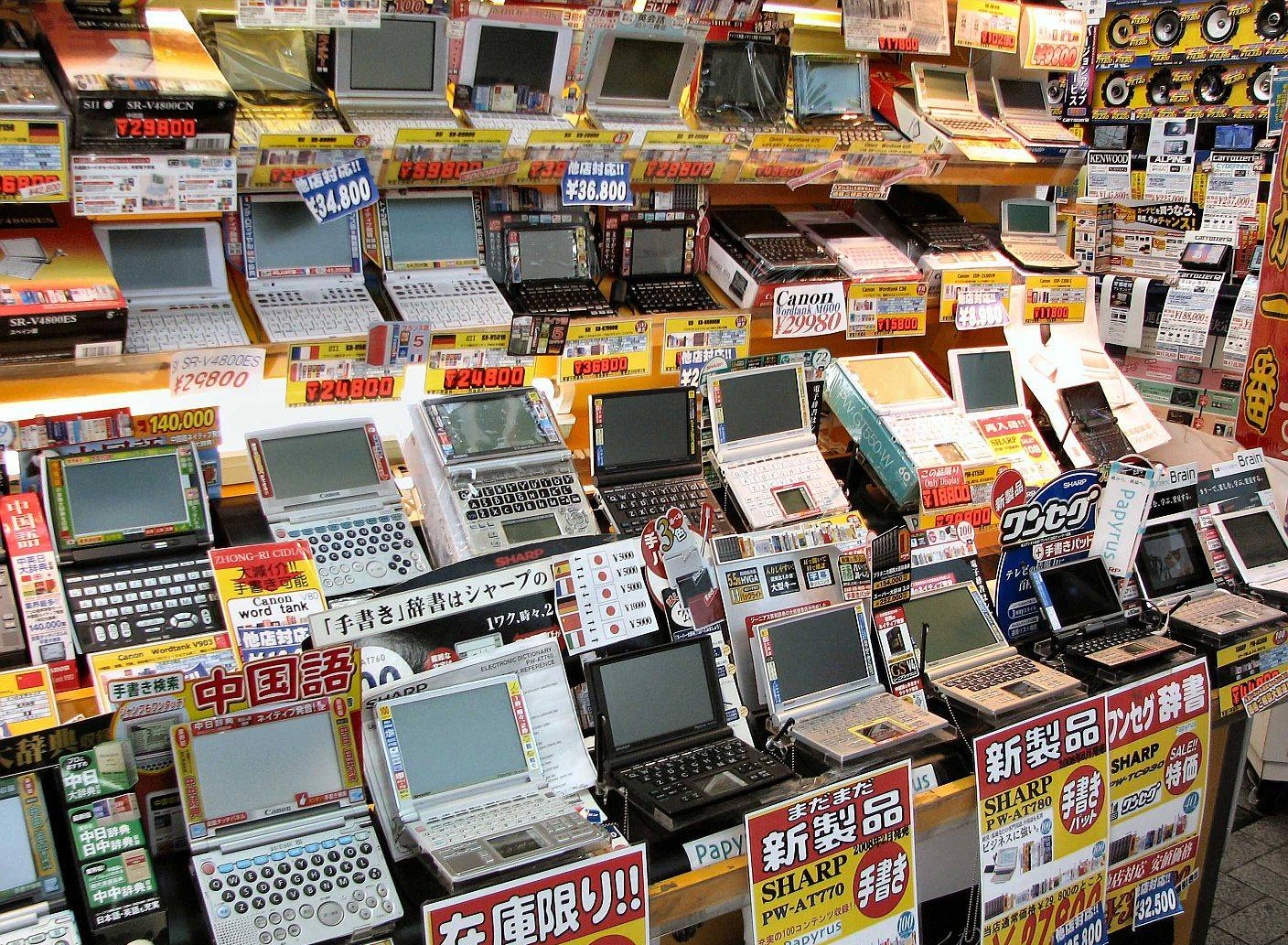
電器店に陳列された電子辞書（2008年）

| 順位 | メーカー名   | 年間シェア |
| ---- | ------------ | ---------- |
| 1    | カシオ計算機 | 80.9%      |
| 2    | シャープ     | 14.8%      |
| 3    | キヤノン     | 3.9%       |

市場規模
日本市場のIC辞書は、出荷台数と出荷額が共に2007年の281万台 / 463億円をピークに下がり続けており、2017年には最盛期の半分以下（101万台 / 177億円）となっている。市場規模が縮小した背景には、少子化や、スマートフォンの普及と辞書アプリの充実があると考えられている。成熟した日本のIC電子辞書市場は、今後も一定の需要が見込まれている、小・中・高校生向け端末の開発にシフトしつつある。
2018年には学習指導要領の改訂により小学5年生から「外国語活動」の時間が創設されたため、中心となる低年齢向けの英語学習に対応した電子辞書の販売数が増加し2007年のピーク以来初めて出荷台数が増加した。
2023年の電子辞書の国内出荷台数は2007年の7分の1以下となった。

#### 海外
日本国外の主な電子辞書メーカーを以下に挙げる。
| アメリカ合衆国                 | アメリカ合衆国                                                     |
| ------------------------------ | ------------------------------------------------------------------ |
| Franklin Electronic Publishers | 1981年創業の老舗メーカー                                           |
| Ectaco                         | 多言語対応の翻訳者指向のメーカー                                   |
| 中国                           |                                                                    |
| 歩歩高                         | 中・低価格帯電子辞書メーカー                                       |
| 文曲星                         | 中・低価格帯電子辞書メーカー                                       |
| 名人                           | 中・低価格帯電子辞書メーカー                                       |
| 快易典                         | 中・低価格帯電子辞書メーカー                                       |
| 香港                           |                                                                    |
| GSL (Group Sense Ltd.)         | 「快譯通 (Instant-Dict)」ブランド                                  |
| 台湾                           |                                                                    |
| Besta                          | 台湾向けブランド「無敵」と、中国向けブランド「好易通」で知られる。 |
| 韓国                           |                                                                    |
| iRiver                         | 多機能・高価格帯電子辞書メーカー                                   |

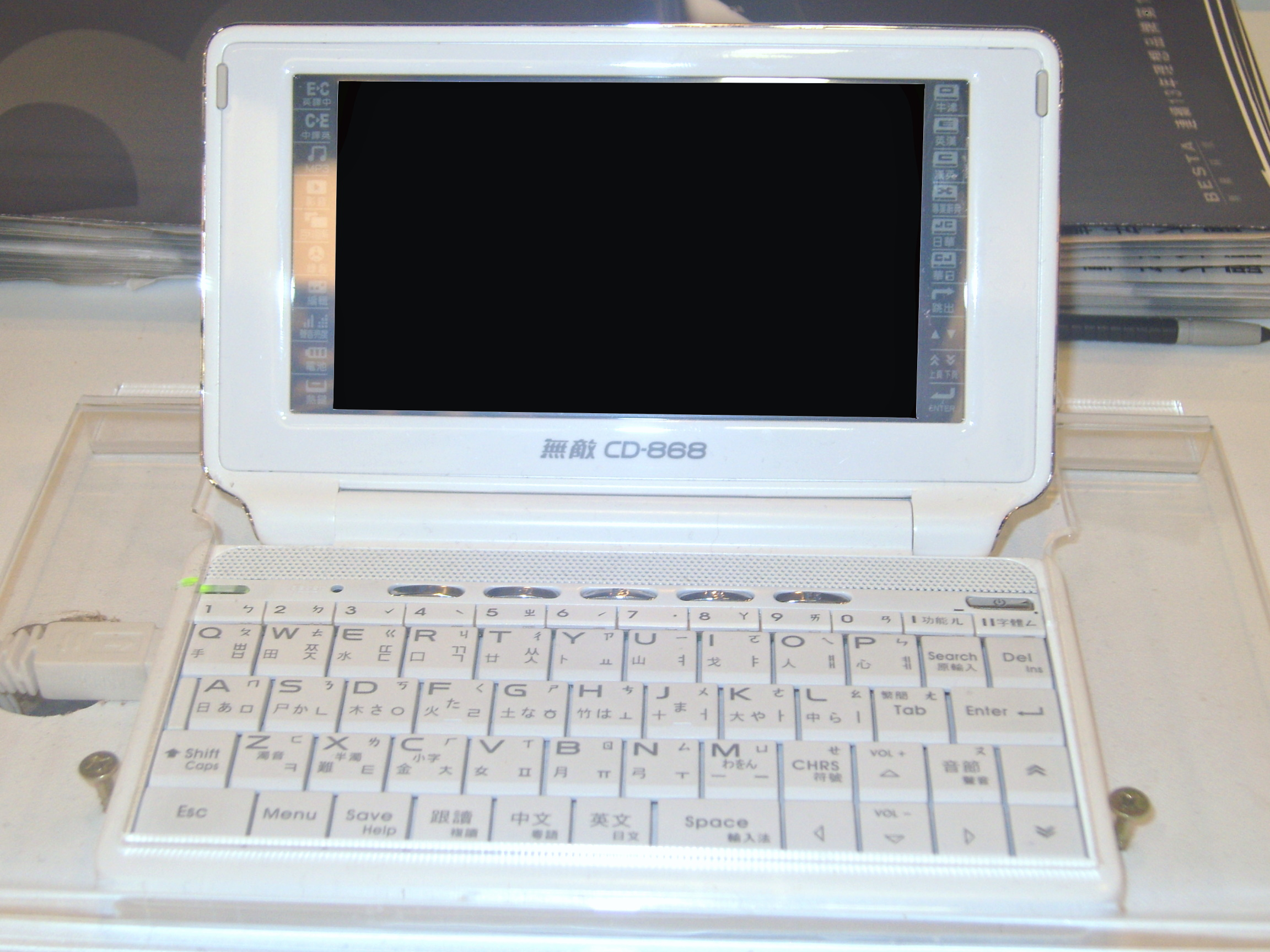
台湾の電子辞書 Besta CD-868

日本勢の海外展開としては、カシオ計算機が中国、韓国、アメリカ合衆国、ドイツ、フランスなど、シャープがイギリス、イタリア、ドイツ、中国、韓国など、セイコーインスツル (SII) が英国では「SEIKO」ブランド、米国では「Franklin」ブランドで、それぞれ製品を販売している。

## オンライン辞書
インターネット上のサーバなどに格納された辞書データに対して、スマートフォンやタブレット端末、PCなどから、ウェブブラウザ経由でアクセスして閲覧するシステムが代表的である。オンライン辞書サイトには、無料版と有料版とがある。有料版の形態としては、フルコンテンツ版に対して利用料を課す代わりに、利用制限のある版を無料で公開している例や、オンライン版のアクセス権を付与したキーを、紙媒体の辞書の付録として頒布している例などがある。オンライン版のアクセスキーを付録としている例には、ロングマン現代英英辞典6訂版が挙げられる。

### 沿革
1999年2月22日にNTTドコモがiモードのサービスを開始すると、携帯電話でIP接続が可能になった。このiモードの公式サイトにて、三省堂が月額50円の利用料で国語辞典『大辞林』など3点を提供し始めたのを筆頭に、会員制の携帯辞書サイトという新しい市場が生まれた。2001年、World Wide Web上では、3月に三省堂の「Web Dictionary」（有料会員制）が、4月に小学館グループ（ネットアドバンス）の「ジャパンナレッジ」（同年6月に有料化）が、5月にユーザー参加型のフリー百科事典ウィキペディア日本語版が、それぞれサービスを開始した。ポータルサイトが運営する無料辞書検索サイトの先駆けとしては、goo辞書（1999年8月開設）とYahoo!辞書（2000年7月開設）があり、多くの日本語ポータルサイトがそれらに続いた。インターネットで提供される有料辞書サービスの多くは、無料のオンライン辞書・事典の台頭で苦戦しているが、そのうち「ジャパンナレッジ」はB2B市場の開拓に成功し、安定した運営を続けている。朝日新聞社と複数の出版社が集まって開設したコトバンクは、検索連動型広告（キーワード広告）を収益源とする運営システムを採用し、消費者向けの無料辞書サービスを実現している。

## 辞書アプリ
スマートフォンやタブレット端末、PCなどにアプリケーションソフトウェア（アプリ）の形でインストールして利用する電子辞書が辞書アプリである。辞書アプリは、辞書データの格納場所の差異により、完全な辞書データを含んだアプリをダウンロードして利用するオフライン型アプリ、検索・閲覧用UIのみをクライアント（アプリ）側で提供した上で、インターネットに接続してサーバーに格納された辞書データを参照するオンライン型アプリ、最低限の語の定義データのみをクライアント機器に保存し、音声などの付加的なデータはインターネット上のサーバーから取得する複合型アプリの3種類に大別される。辞書の紙媒体の出版社が直々に辞書アプリを提供する例や、辞書アプリの開発を専門とする会社が複数の辞書データを統合してサービスを提供する例など、実際のサービスの形態はさまざまである。
2008年にiPhoneが日本で発売開始されて以来、スマートフォンが普及するにつれ、電子辞書の主要形態も会員制の辞書検索サイトから辞書アプリへと変化していった。携帯性に優れるスマートフォンやタブレット端末は通信機能を持つため、オンライン型アプリであっても電波の届く圏内にいる限りは、どこでも辞書を利用できる利便性の良さから、広く使用されるようになった。
iOS端末とAndroid端末用の辞書アプリでは、広告付きの無料のものから5000円以上の高級なものまで、多様な辞書アプリが開発・提供されている。PC用の辞書アプリは、CD-ROMやDVD-ROM経由で、またはMicrosoftストア (Windows) やMac App Store (mac OS) などのオンラインのアプリストアからダウンロードして、PCに内蔵された記憶媒体（HDDやSSD）に辞書アプリをインストールして利用する形態がある。CD-ROMやDVD-ROMに辞書を収録した記録メディアは、単独でソフトウェアとして販売されている場合もあれば、紙媒体の辞書とセットで販売されている場合もある。英英辞書のオックスフォード現代英英辞典 (OALD) は第8版（2010年）と第9版（2015年）、ロングマン現代英英辞典 (LDOCE) は5訂版（2009年）で、各々DVD-ROMが付属する書籍版が販売されている。最近では、LDOCE 6訂版（2014年）のように、オンライン版のアクセスキーが付属するものもある。
辞書アプリのデベロッパーとしては、イースト、物書堂、ロゴヴィスタなどが知られている。

## 電子書籍端末の辞書機能
Amazon Kindleや楽天Koboなどの電子書籍端末には辞書機能が付属しており、電子書籍の本文中の文字列を選択することで、選択した箇所の語の定義を調べることができる。Amazon Kindleには、『大辞泉』『プログレッシブ英和中辞典』『New Oxford American Dictionary』、『Oxford Dictionary of English』のほか、他言語の辞書も付属していることに加え、『英辞郎』、『Merriam-Webster's Advanced Learner's Dictionary』など、他の辞書を購入して追加することが可能である。